# Все братья — сёстры
«Все братья — сёстры» — самиздатовский музыкальный альбом Бориса Гребенщикова и Михаила Науменко, записанный летом 1978 года на берегу Невы при помощи магнитофона «Маяк-202». 
Надпись на обложке: «Посвящается Акустической Дочери и Великому Белому Чуду».
Включён в сводку «100 магнитоальбомов советского рока» Александра Кушнира.

## История
Идея записи «Всех братьев» принадлежат Борису Гребенщикову. 12 июня 1978 года у него родилась дочь Алиса, и по случаю этого события было решено устроить запись альбома.
Материал Гребенщикова, вошедший в этот альбом, качественно отличается от трёх предыдущих записей — «Искушение», «Притчи» и «С той стороны». Звук в силу качества записывающей аппаратуры, микрофона и пространства получился довольно необычным.
Наша знакомая Ольга Аксянова училась в университете вместе с Ливерпульцем (Алексей Родимцев) и жила в дворницкой прямо в здании Смольного института благородных девиц. Квартира у Ольги была чудесной, прямо с выходом на Неву — жила она там с мужем, который работал дворником, тоже учась в университете. На обложке альбома «Все братья — сёстры» Борис и Майк стоят в некой арке. Это как раз и был вход в короткий тоннель, который заканчивался дверью в квартиру Аксяновой. Антураж там был превосходный.

...На полянке между Невой и Смольным, который отрезал нас от городского шума, поставили микрофон — такой, вроде коробочки на подставочке — и на раз записали все песни. Всем было понятно даже тогда, когда мы не имели никакого представления о звукозаписи, что записать на один микрофон качественную игру группы нереально. Поэтому изначально так и подошли к записи, как к песням на поляне.
— Всеволод Гаккель, «Аквариум как способ ухода за теннисным кортом», 2000 г.
Первый тираж альбома составлял всего 10 экземпляров (именно столько комплектов фотографий-обложек отпечатал Андрей «Вилли» Усов. Это был первый его опыт в оформлении обложек альбомов «Аквариума») и раздаривался друзьям.

## Участники записи
- Борис Гребенщиков — вокал, гитара, губная гармоника
- Михаил Науменко — вокал, гитара
- Михаил Файнштейн — гитара, перкуссия
- Друзья и коллеги — пьяный хор (в оригинале)
- Марат (Армен) Айрапетян и все-все-все — управление аппаратом (в оригинале)

## Список композиций
1. Укравший дождь (2:32) (Б. Гребенщиков)
2. Прощай, детка! (2:15) (М. Науменко)
3. Дорога 21 (2:28) (Б. Гребенщиков)
4. Седьмая глава (2:51) (М. Науменко)
5. Моей звезде (1:55) (Б. Гребенщиков)
6. Баллада о Кроки, Ништяке и Карме (2:44) (М. Науменко)
7. Блюз простого человека (3:31) (Б. Гребенщиков)
8. Король подсознания (0:58) (Б. Гребенщиков)
9. Женщина (3:55) (М. Науменко)
10. Почему не падает небо (1:50) (Б. Гребенщиков)
11. Ода ванной комнате (2:48) (М. Науменко)
12. Сталь (3:46) (Б. Гребенщиков)
13. Звезда рок-н-ролла (2:33) (М. Науменко)
14. Пески Петербурга (3:09) (Б. Гребенщиков)
15. Дочь (1:46) (Б. Гребенщиков, исполняют совместно БГ и М. Науменко)

## Критика
По мнению музыкального критика Александра Морсина, «Все братья — сёстры» представляет собой «первый альбом в истории русского рока. Именно альбом — в его классическом понимании как арт-объекта и продукта потребления, где учтено единство носителя, оформления и рекламы».

## Факты из истории создания
- На фотографии с оригинальной обложки Борис Гребенщиков стоит с книгой Боба Дилана, а Майк — с бутылкой сухого. При этом все фотографии для обложки альбома создавались экспромтом. На лицевой стороне Борис и Майк сняты на фоне закатного неба. На Майка надета кепочка Андрея «Вилли» Усова, а между Борисом и Майком — статуэтка Будды, одолженная у Андрея Фалалеева.
- «Аппаратчик» Марат вспоминал, что аппаратом руководил вовсе не он, а именно «все-все-все», Майк устанавливал микрофоны, а в его задачи входило отгонять лающих собак и кашляющих зрителей.
- Песня «Женщина» — это вариант песни Боба Дилана «Печальноокая Леди из долины» (англ. Sad Eyed Lady of the Lowlands).
- Помимо Боба Дилана источником образов альбома послужил старинный китайский трактат «Чжуан-цзы».
- Почти все песни с этого альбома вышли на последующих альбомах «Аквариума» и «Зоопарка» (исключение составляют только «Король подсознания» и «Дочь»).
- Песня Гребенщикова «Дочь» написана в связи с рождением у него дочери Алисы.

## Переиздания
- Альбом был издан на CD в 1996 году отделением «Выход», в 1997 и 1999 годах были сделаны допечатки, которые отличались от первоначального только оформлением[5].
- 2010 год — альбом переиздан Отделением «Выход». При издании впервые использована оригинальная лента.